# Multiclavula calocera
Multiclavula calocera är en lavart som först beskrevs av G.W. Martin, och fick sitt nu gällande namn av R.H. Petersen 1967. Multiclavula calocera ingår i släktet Multiclavula och familjen Clavulinaceae.   Inga underarter finns listade i Catalogue of Life.